# Leinster
Leinster (/ˈlɛnstər/ — tiếng Ireland: Laighin / Cúige Laighean — phát âm [ˈl̪ˠaːjɪnʲ]) là một trong bốn tỉnh của Ireland, nằm tại phía đông của đảo quốc. Leinster gồm các vương quốc cổ Mide, Osraige và Leinster. Sau khi người Norman xâm chiếm Ireland, Leinster và Mide dần hợp nhất, chủ yếu là do tác động của việc người Anh cai trị trực tiếp cả hai, do đó hình thành tỉnh Leinster ngày nay. Các vương quốc cổ được phân thành các hạt vì mục đích hành chính và tư pháp. Trong các thế kỷ sau, quyền lực được phân nhiều hơn cho cho các hạt lịch sử. Leinster không có chức năng chính quyền địa phương chính thức, song được công nhận là phân vùng chính thức của Ireland.
Leinster có dân số đạt 2.630.720 người theo điều tra năm 2016, là tỉnh đông dân nhất Ireland. Tiếng Anh là ngôn ngữ chủ yếu trong tỉnh, song có một thiểu số nói tiếng Ireland. Theo điều tra năm 2011, có 20.040 người nói tiếng Ireland hàng ngày tại Leinster ngoài hệ thống giáo dục, trong đó có 1.299 người bản ngữ tại khu vực Gaeltacht Ráth Chairn.
| # | Khu dân cư                  | Hạt          | Dân số (2011) |
| - | --------------------------- | ------------ | ------------- |
| 1 | Thành phố Dublin và phụ cận | hạt Dublin   | 1.110.627     |
| 2 | Drogheda                    | hạt Louth    | 38.578        |
| 3 | Dundalk                     | hạt Louth    | 37.816        |
| 4 | Swords                      | hạt Dublin   | 36.924        |
| 5 | Bray                        | hạt Wicklow  | 31.872        |
| 6 | Navan                       | hạt Meath    | 28.559        |
| 7 | Kilkenny                    | hạt Kilkenny | 24.423        |
| 8 | Carlow                      | hạt Carlow   | 23.030        |